# Kızılaliler, Korkuteli
Kızılaliler là một xã thuộc huyện Korkuteli, tỉnh Antalya, Thổ Nhĩ Kỳ. Dân số thời điểm năm 2011 là 149 người.